# Olympische Sommerspiele 2012/Radsport – Mannschaftsverfolgung Bahn (Männer)
Das Bahnrad-Mannschaftsverfolgung der Männer bei den Olympischen Spielen 2012 in London fand am 2. und 3. August 2012 im Lee Valley VeloPark statt.
Olympiasieger wurde die Mannschaft aus Großbritannien. Silber gewannen die Australier, während sich die neuseeländische Delegation Bronze sicherte.

## Ergebnis

### Qualifikation
Die acht schnellsten Mannschaften qualifizierten sich für die erste Runde, wobei die vier zeitschnellsten Mannschaften um die zwei Startplätze für das Rennen um Gold fuhren. Die übrigen vier Mannschaften hatten nur noch Chancen auf die Bronzemedaille.
| Rang | Nation         | Athleten                                                                      | Zeit (min) |
| ---- | -------------- | ----------------------------------------------------------------------------- | ---------- |
| 1    | Großbritannien | Ed Clancy Geraint Thomas Steven Burke Peter Kennaugh                          | 3:52,499   |
| 2    | Australien     | Jack Bobridge Glenn O’Shea Rohan Dennis Michael Hepburn                       | 3:55,694   |
| 3    | Neuseeland     | Sam Bewley Westley Gough Marc Ryan Jesse Sergent                              | 3:57,607   |
| 4    | Dänemark       | Lasse Norman Hansen Michael Mørkøv Rasmus Christian Quaade Casper von Folsach | 3:58,298   |
| 5    | Russland       | Jewgeni Kowaljow Iwan Kowaljow Alexei Markow Alexander Serow                  | 3:59,264   |
| 6    | Spanien        | Pablo Bernal Sebastián Mora David Muntaner Albert Torres                      | 4:02,113   |
| 7    | Kolumbien      | Juan Esteban Arango Edwin Ávila Arles Castro Weimar Roldán                    | 4:03,712   |
| 8    | Niederlande    | Levi Heimans Jenning Huizenga Wim Stroetinga Tim Veldt                        | 4:03,818   |
| 9    | Belgien        | Gijs Van Hoecke Dominique Cornu Jonathan Dufrasne Kenny De Ketele             | 4:04,053   |
| 10   | Südkorea       | Choi Seung-woo Jang Sun-jae Park Keon-woo Park Seon-ho                        | 4:07,210   |

### Erste Runde
Die Begegnungen der ersten Runde ergaben sich aus den Platzierungen der Qualifikation, dabei traten die Mannschaften wie folgt an:
- Lauf 1: 6. gegen 7.
- Lauf 2: 5. gegen 8.
- Lauf 3: 2. gegen 3.
- Lauf 4: 1. gegen 4.

Die Gewinner der Läufe 3 und 4 qualifizierten sich für das Rennen um Gold. Die übrigen 6 Mannschaften wurden nach ihrer Zeit sortiert und fuhren je nach Position die Plätze 3 bis 8 aus.
| Rang | Lauf | Nation         | Athleten                                                                      | Zeit (min) |
| ---- | ---- | -------------- | ----------------------------------------------------------------------------- | ---------- |
| 1    | 4    | Großbritannien | Ed Clancy Geraint Thomas Steven Burke Peter Kennaugh                          | 3:52,743   |
| 2    | 3    | Australien     | Jack Bobridge Glenn O’Shea Rohan Dennis Michael Hepburn                       | 3:54,317   |
| 3    | 3    | Neuseeland     | Sam Bewley Marc Ryan Jesse Sergent Aaron Gate                                 | 3:56,442   |
| 4    | 2    | Russland       | Jewgeni Kowaljow Iwan Kowaljow Alexei Markow Alexander Serow                  | 3:57,237   |
| 5    | 4    | Dänemark       | Lasse Norman Hansen Michael Mørkøv Rasmus Christian Quaade Casper von Folsach | 3:57,396   |
| 6    | 1    | Spanien        | Eloy Teruel Sebastián Mora David Muntaner Albert Torres                       | 3:59,520   |
| 7    | 2    | Niederlande    | Levi Heimans Jenning Huizenga Wim Stroetinga Tim Veldt                        | 4:04,029   |
| 8    | 1    | Kolumbien      | Edwin Ávila Arles Castro Kevin Ríos Weimar Roldán                             | 4:05,485   |

### Finale
| Rang              | Nation         | Athleten                                                                         | Zeit (min) |
| ----------------- | -------------- | -------------------------------------------------------------------------------- | ---------- |
| Rennen um Platz 7 |                |                                                                                  |            |
| 7                 | Niederlande    | Levi Heimans Jenning Huizenga Wim Stroetinga Tim Veldt                           | 4:04,569   |
| 8                 | Kolumbien      | Edwin Ávila Arles Castro Kevin Ríos Weimar Roldán                                | 4:04,772   |
| Rennen um Platz 5 |                |                                                                                  |            |
| 5                 | Dänemark       | Michael Mørkøv Mathias Møller Nielsen Rasmus Christian Quaade Casper von Folsach | 4:02,671   |
| 6                 | Spanien        | Eloy Teruel Sebastián Mora David Muntaner Albert Torres                          | 4:02,746   |
| Rennen um Bronze  |                |                                                                                  |            |
| Bronze            | Neuseeland     | Sam Bewley Marc Ryan Jesse Sergent Aaron Gate                                    | 3:55,952   |
| 4                 | Russland       | Jewgeni Kowaljow Iwan Kowaljow Alexei Markow Alexander Serow                     | 3:58,282   |
| Rennen um Gold    |                |                                                                                  |            |
| Gold              | Großbritannien | Ed Clancy Geraint Thomas Steven Burke Peter Kennaugh                             | 3:51,659   |
| Silber            | Australien     | Jack Bobridge Glenn O’Shea Rohan Dennis Michael Hepburn                          | 3:54,581   |